# Herbert Bührke
Herbert Bührke (* 24. Oktober 1891 in Posen; † 8. Februar 1954 in Kiel) war ein deutscher Jurist und von 1943 bis zu seinem Tod 1954 Präsident des Landeskirchenamtes in Kiel.

## Leben
Herbert Bührke studierte ab 1910 an der Friedrichs-Universität Halle und der Georg-August-Universität Göttingen Rechtswissenschaft. Noch 1910 wurde er im Corps Brunsviga Göttingen recipiert. 1913 wurde er Referendar in Posen. Von 1914 bis 1918 leistete er Kriegsdienst im Ersten Weltkrieg. Nach dessen Ende setzte er 1919 sein Referendariat am Landgericht Kiel fort. 1921 wurde er Hilfsrichter beim Land- und Amtsgericht Kiel. Es folgte eine kurze Tätigkeit als Syndikus in Berlin; 1922 kehrte er als Hilfs- und Untersuchungsrichter nach Kiel zurück.
1925 trat er als Konsistorialrat im Landeskirchenamt unter dem Präsidenten Traugott von Heintze in den Dienst der Evangelisch-Lutherischen Landeskirche Schleswig-Holsteins. Zum 1. Mai 1933 trat er der NSDAP bei (Mitgliedsnummer 2.734.044). 1936 zum Oberkonsistorialrat befördert, wurde er 1939 Vizepräsident des Landeskirchenamtes unter Christian Kinder. Als dieser 1943 hauptamtlich Kurator der Christian-Albrechts-Universität zu Kiel wurde, wurde Bührke am 1. Oktober 1943 mit der kommissarischen Leitung des Landeskirchenamtes beauftragt. Gemäß dem in der Landeskirche durchgesetzten Führerprinzip war er damit der Leiter der Landeskirche in allen administrativen Angelegenheiten und übte die Befugnisse der Landeskirchenregierung aus. Zum 20. März 1944 erhielt er seine förmliche Berufung. Zu diesem Zeitpunkt befand sich das Landeskirchenamt in Timmendorfer Strand, weil das Dienstgebäude in Kiel bei einem Luftangriff zerstört worden war. Im Februar 1945 wurde er noch im Nebenamt durch Hermann Muhs zum Leiter der Deutschen Evangelischen Kirchenkanzlei ernannt.
Nach dem Ende des Zweiten Weltkriegs führte Bührke erste Verhandlungen mit der Control Commission for Germany/British Element zur Wiederherstellung der synodalen Struktur der Landeskirche. Diese führten zur Vorläufigen Gesamtsynode, die vom 14. bis 16. August in Rendsburg tagte. Bührkes Machtfülle wurde reduziert, als die Befugnisse der Landeskirchenregierung auf die synodale Vorläufige Kirchenleitung übertragen wurden, aber er wurde als Präsident des Landeskirchenamtes bestätigt und übte dieses Amt bis zu seinem Tod aus. Mit Bildung der EKD wurde er zum Leiter ihres Disziplinarhofes berufen.

## Ehrungen
- Dr. theol. h. c. der Universität Kiel (1953)